# Pietra Ligure
Pietra Ligure (en lígur A Prïa) és un municipi italià (comune) de la província de Savona a Ligúria. Forma part de la conurbació que va de Borgio Verezzi a Borghetto Santo Spirito (que té uns 32.000 habitants). El desembre 2019 tenia 8481 habitants.

## Geografia física
Aquest municipi té uns 6 km de litoral del conegut com a Riviera di Ponente. A l'esquena es troba el Monte Carmo (1.389 m), primer cim important dels Alps Lígurs després de la Bocchetta di Altare.

## Història
Pietra Ligure deu el nom a l'antic castell anomenaten llatí Castrum et Oppidum Petrae, va ser construït a partir del segle VII. Amb el Regne d'Italia, el 1861, Pietra esdevé oficialment Pietra Ligure per tal de distingir el seu barri marítim d'altres localitats ligurs amb el mateix nom.

## Galeria fotogràfica

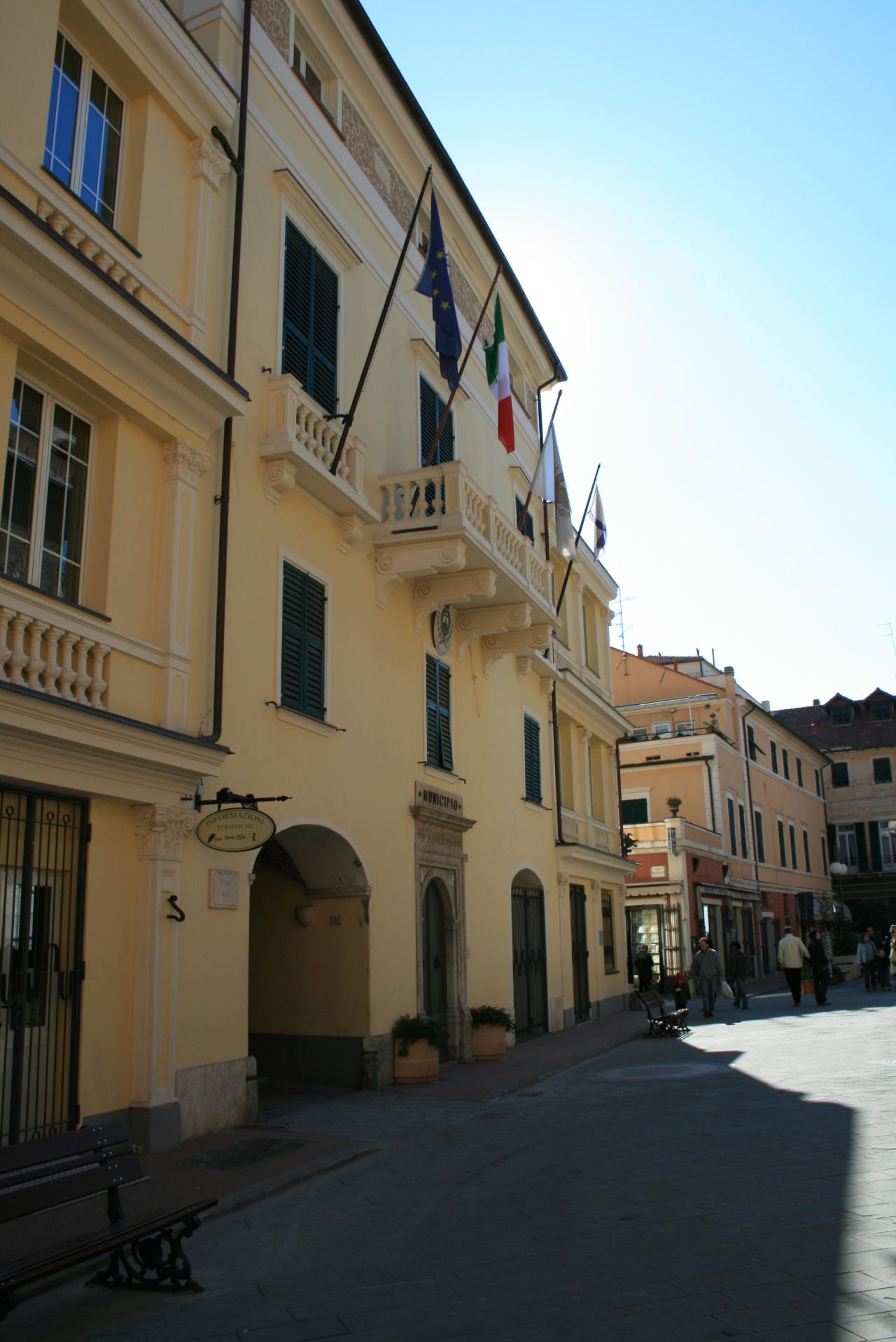
Municipi
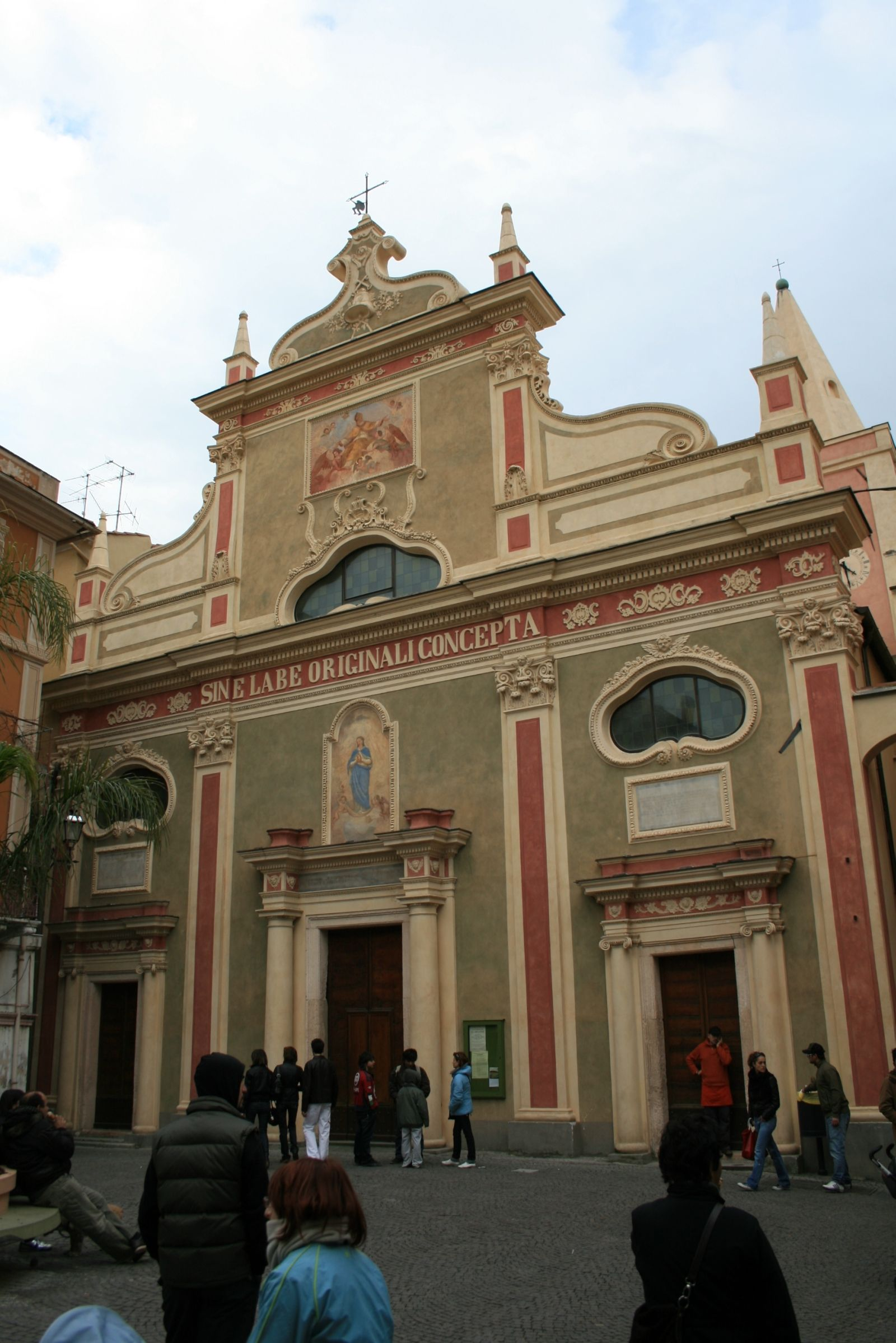
Oratori dels Bianchi
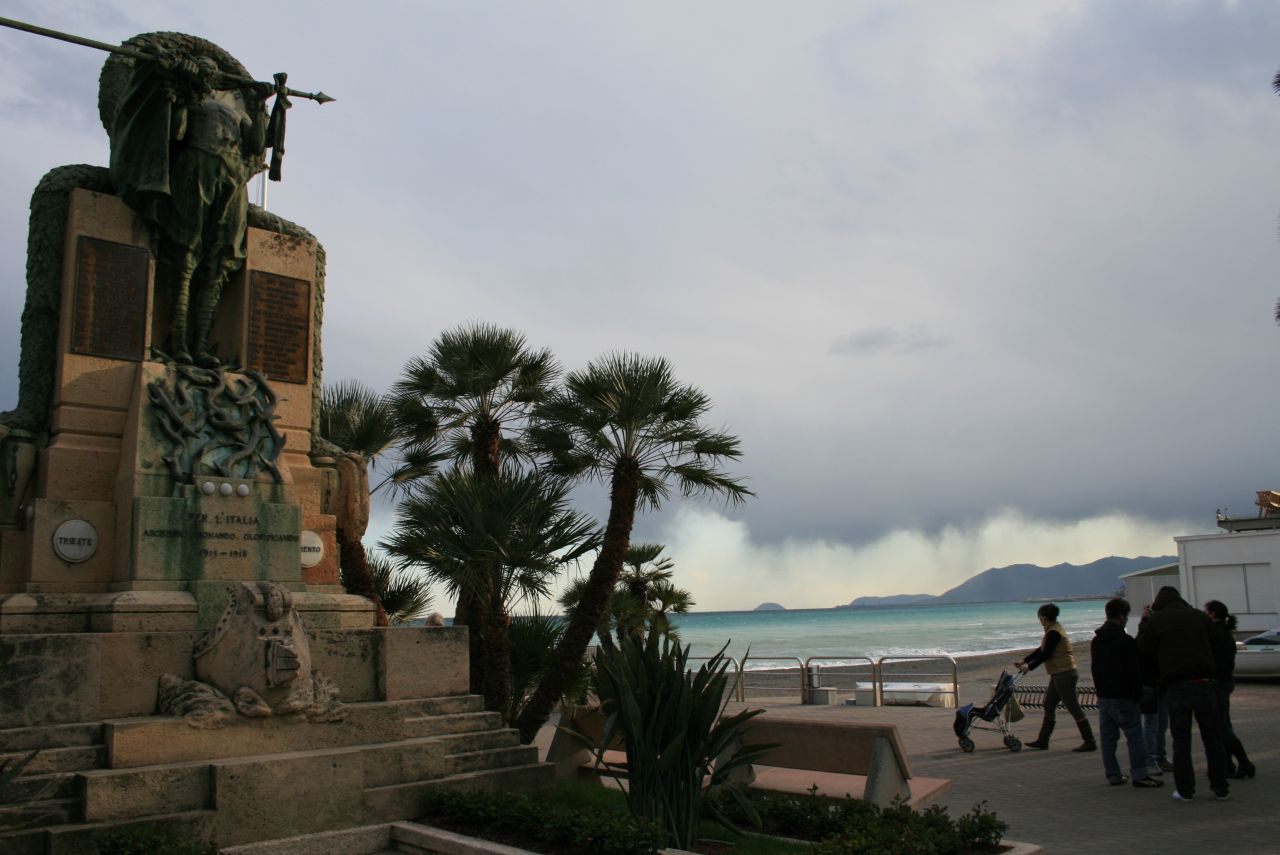
Monument als Caiguts
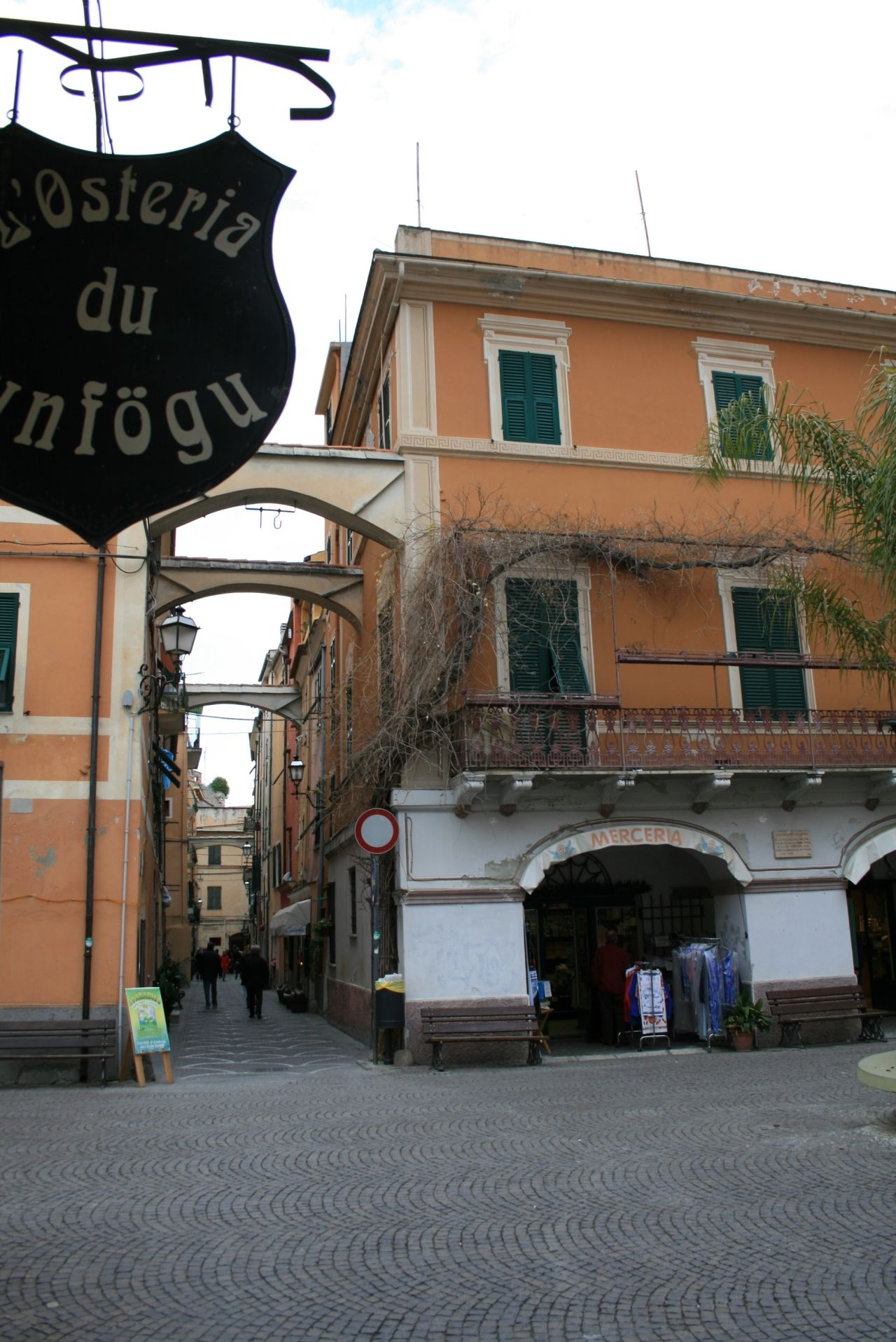
Carruggi
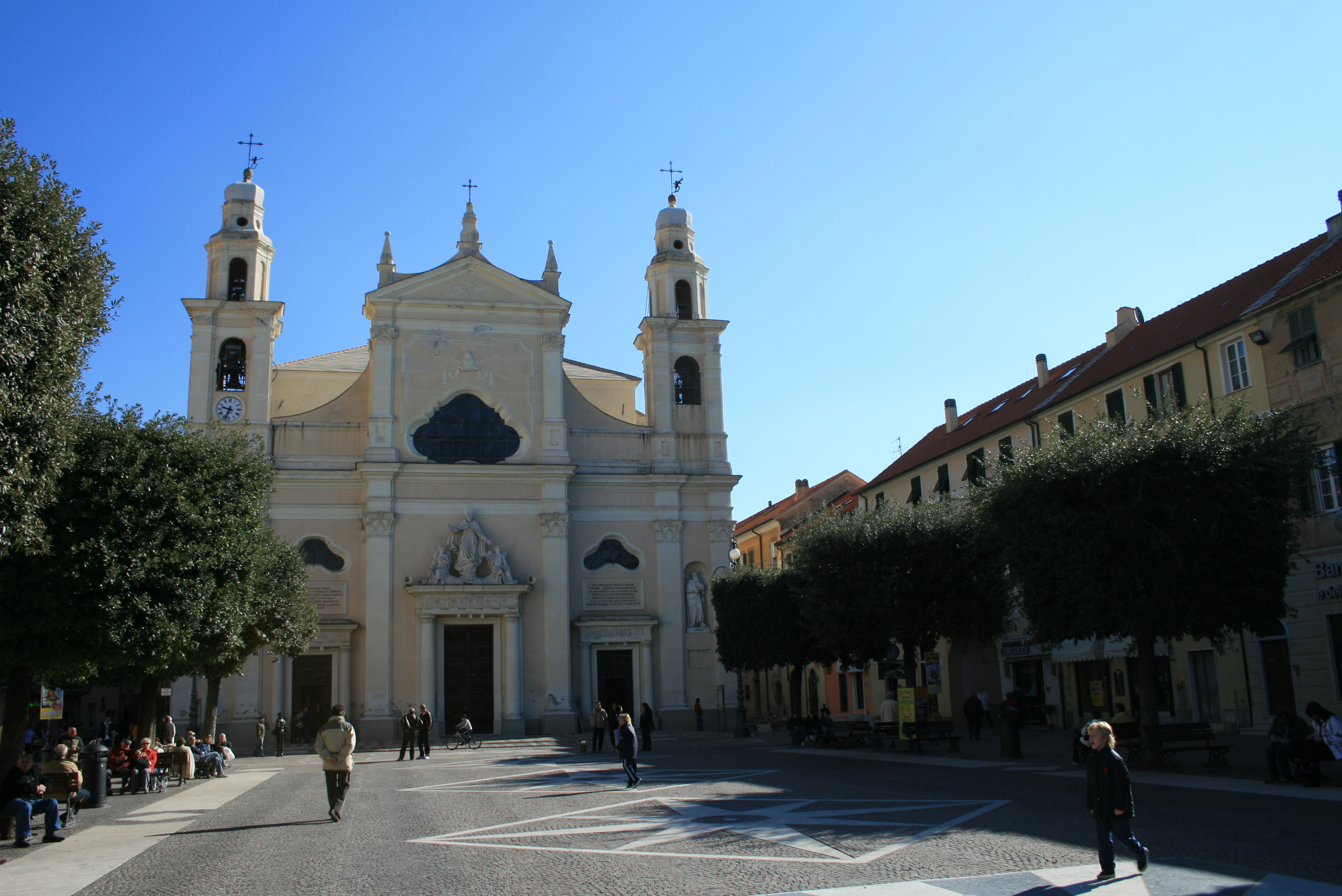
Església de San Nicolò
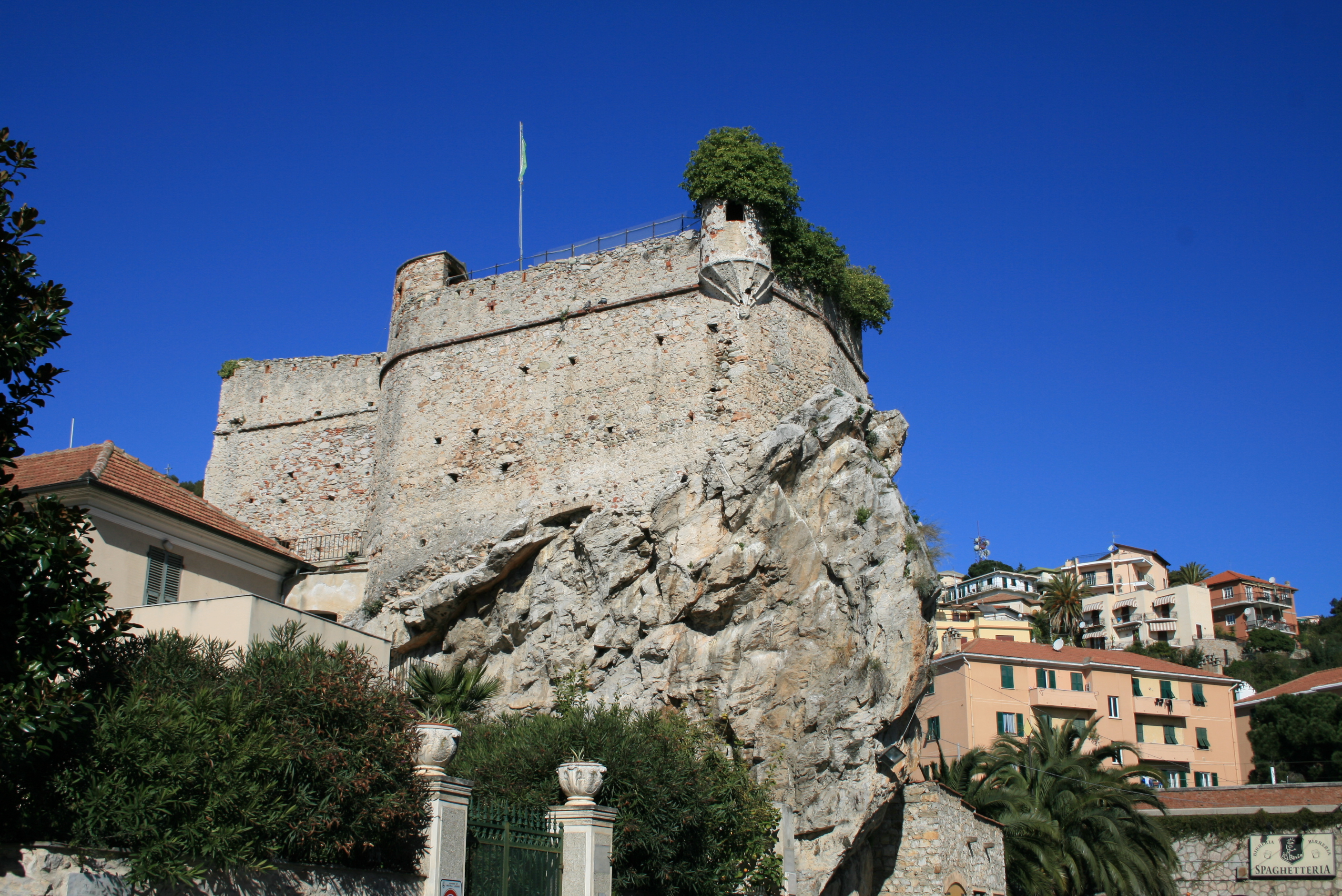
Castell